# Модель упорядоченного выбора
Модель упорядоченного выбора (упорядоченная регрессия, англ. ordered choice) — применяемая в эконометрике модель с упорядоченной (с ранжированными значениями) дискретной зависимой переменной, в качестве которой могут выступать, например, оценки чего-либо по пятибалльной шкале, рейтинги компаний и т. д. В рамках данной модели предполагается, что количество значений зависимой переменной конечно.

## Сущность модели
Пусть {\displaystyle y} — наблюдаемая дискретная переменная с {\displaystyle q} возможными упорядоченными значениями, которые для упрощения можно принять равными целым числам от {\displaystyle 0} до {\displaystyle q-1} (или от {\displaystyle 1} до {\displaystyle q}). Пусть также {\displaystyle x}-вектор факторов, влияющих на значение зависимой переменной. Предполагается, что существует «обычная» (недискретная) скрытая переменная {\displaystyle y^{*}}, также зависящая от этих факторов, в зависимости от значений которой зависимая переменная принимает те или иные значения. Соответственно необходимо определить (их можно либо задать априорно, либо оценить вместе с другими параметрами модели) несколько пороговых значений скрытой переменной следующим образом:
{\displaystyle y={\begin{cases}1,y^{*}\leqslant c_{1}\\2,c_{1}<y^{*}\leqslant c_{2}\\3,c_{2}<y^{*}\leqslant c_{3}\\...\\q,y^{*}>c_{q-1}\end{cases}}}
Соответственно, если обозначить {\displaystyle p_{i}=P(y=i|X=x)}, {\displaystyle i=1...q}, то
{\displaystyle p_{i}=P(c_{i-1}<y^{*}\leqslant c_{i})}.
где {\displaystyle c_{0}=-\infty }, {\displaystyle c_{q}=\infty }.
Для скрытой переменной предполагается обычная линейная модель регрессии по факторам модели: {\displaystyle y^{*}=x^{T}b+\varepsilon }. Обозначим интегральную функцию распределения случайной ошибки этой модели через {\displaystyle F}. Тогда
{\displaystyle p_{i}=P(c_{i-1}<y^{*}\leqslant c_{i})=P(c_{i-1}-x^{T}b<\varepsilon \leqslant c_{i}-x^{T}b)=F(c_{i}-x^{T}b)-F(c_{i-1}-x^{T}b)}
С учетом того, что {\displaystyle F(c_{0}-x^{T}b)=0}, {\displaystyle F(c_{q}-x^{T}b)=1} фактически модель упорядоченного выбора можно записать следующим образом:
{\displaystyle {\begin{cases}p_{1}=F(c_{1}-x^{T}b)\\p_{2}=F(c_{2}-x^{T}b)-F(c_{1}-x^{T}b)\\p_{3}=F(c_{3}-x^{T}b)-F(c_{2}-x^{T}b)\\...\\p_{q}=1-F(c_{q-1}-x^{T}b)\end{cases}}}
В качестве распределения {\displaystyle F} обычно используют либо нормальное распределение (упорядоченный пробит), либо логистическое распределение (упорядоченный логит)

## Оценка параметров
Оценка параметров модели (включая пороговые значения) производится обычно методом максимального правдоподобия. Логарифмическая функция правдоподобия равна:
{\displaystyle l(b,c)=\sum _{i=1}^{q}\sum _{\forall t,y_{t}=i}\ln p_{i}(x_{t})}
Максимизация этой функции по неизвестным параметрам b и c и позволяет найти соответствующие оценки ММП.